# Merlana
Merlana (Merlane in friulano) è una frazione del comune Italiano di Trivignano Udinese, in Friuli-Venezia Giulia. Al centro dell'abitato sorge la piccola Chiesa di Santa Caterina. Oggi vi risiedono circa 142 persone, suddivise in circa 50 edifici complessivi.

## Geografia fisica
La frazione Merlana è sita a 46 m.s.l.m. nella bassa Friulana. Dista complessivamente 2,53 km in linea d'aria dalla sede comunale, 2,44 km dalla vicina frazione di Melarolo e 1,46 km dalla frazione Clauiano.

## Popolazione
A Merlana risiedono stabilmente 142 individui, 67 dei quali maschi e 75 dei quali femmine. Inoltre vi sono 20 individui stranieri o apolidi nella località: 7 dei quali sono europei, 12 dei quali provengono dall'Africa e 1 dalle Americhe.

## Edifici
Nell'abitato è presente un edificio religioso, la chiesa di Santa Caterina. Situata a metà del borgo, è stata realizzata in stile neoclassico accanto ad un più antico campanile a pianta quadrata.